# 凯伦·温
凯伦·温（1962年12月18日—）是一位美国加拿大双重国籍的心理学家，出生于美国得克萨斯州奧斯汀，在加拿大萨斯喀彻温省里贾纳长大，本科毕业于麦吉尔大学，博士毕业于麻省理工学院，后进入亚利桑那大学任教，现为耶鲁大学心理学和认知科学荣誉退休教授。